# Alex Cowie
Alexandra „Alex“ Cowie (* 11. Mai 1947 in Birmingham als Alex Soady) ist eine ehemalige englische Squash- und Tennisspielerin.

## Karriere
Alex Cowie war in den 1980er-Jahren als Squashspielerin aktiv. 1985 und 1987 stand sie im Hauptfeld der Weltmeisterschaft und erreichte beide Male die zweite Runde. 1985 unterlag sie Angela Smith knapp in fünf Sätzen, zwei Jahre darauf scheiterte sie in drei Sätzen an Lisa Opie. Mit der englischen Nationalmannschaft wurde sie 1985 Europameisterin.
Nach ihrer aktiven Karriere war sie unter anderem zwölf Jahre Trainerin der englischen Nationalmannschaft der Damen.
Als Tennisspielerin nahm sie zwischen 1966 und 1972 mehrfach an den Wimbledon Championships teil.

## Erfolge im Squash
- Europameisterin mit der Mannschaft: 1985